# Associazione dei Lealisti della Rivoluzione Islamica
L'Associazione dei lealisti della rivoluzione islamica (in iraniano: جمعیت وفاداران انقلاب اسلامی; in inglese: Association of Islamic Revolution Loyalists) è un gruppo politico conservatore iraniano. È stato fondato nel 2003.

## Membri
Tra i membri più conosciuti figurano l'ex ministro dell'istruzione Alireza Ali-Ahmadi, l'ex capo dell'Organizzazione per l'energia atomica dell'Iran Fereydoon Abbasi, gli ex parlamentari Abbas Sheibani e Ali Marvi.